# Loop (chanson)
Pour les articles homonymes, voir Loop.
Singles de Māya Sakamoto
Tune the Rainbow
(2003) Kazemachi Jet / Spica
(2006)
Loop est le 13e single de Māya Sakamoto sorti sous le label Victor Entertainment le 11 mai 2005 au Japon. Il arrive 7e à l'Oricon et reste classé neuf semaines pour un total de 42 446 exemplaires vendus durant cette période.
Loop a été utilisé comme 1er thème de fermeture de l'anime Tsubasa -RESERVoir CHRoNiCLE-. Loop se trouve sur l'album Yūnagi Loop et sur les compilations "Chizu to Tegami to Koi no Uta" Yori - Haru et Everywhere.

## Liste des titres
| 1. | Loop (ループ)                       | h's           | h-wonder          |  |
| 2. | High Touch (ハイタッチ)             | Māya Sakamoto | Takeshi Nakatsuka |  |
| 3. | Loop (w/o maaya) (ループ)           | h's           | h-wonder          |  |
| 4. | High Touch (w/o maaya) (ハイタッチ) | Māya Sakamoto | Takeshi Nakatsuka |  |

| 1. | Loop (PV) |  |